# Ibis vermiculé
Bostrychia rara
Espèce
Statut de conservation UICN

 LC  : Préoccupation mineure
Statut CITES
L’Ibis vermiculé (Bostrychia rara) est une espèce d'oiseaux de la famille des Threskiornithidae.
Cet oiseau vit en Afrique équatoriale.